# Paduli
Paduli ist eine italienische Gemeinde (comune) mit 3584 Einwohnern (Stand 31. Dezember 2023) in der Provinz Benevento in Kampanien. Die Gemeinde liegt etwa 10 Kilometer von Benevento am Calore Irpino. Paduli ist Teil der Comunità Montana del Fortore.

## Verkehr
Durch Paduli führt die Strada Statale 90bis delle Puglie von Benevento nach Savignano Irpino. An der Bahnstrecke Caserta–Foggia besteht im Gemeindegebiet ein Betriebsbahnhof.

## Persönlichkeiten
- Mimmo Paladino (* 1948), Maler und Objektkünstler